# Château de Gliwice
Le château de Gliwice (également appelé château des Piast) est un château du XIVe siècle, situé dans la ville de Gliwice dans le Sud de la Pologne.

## Histoire
Il est constitué d'une tour construite en 1322, qui était une partie des murs de la ville lors de sa construction. À ses côtés se trouvait un autre bâtiment qui était vraisemblablement une armurerie.
Des modifications y ont été apportées au XVe siècle, entre 1558 et 1561, il est devenu la résidence de Freidrich von Zettritz. Ensuite il fut un dépôt de munitions, une prison et, depuis 1945, un musée. Il a été en partie reconstruit entre 1956 et 1959. Depuis cette époque, il est appelé « château des Piast » même si aucune source officielle n'accrédite ce nom. Depuis 1959, il fait partie du musée de Gliwice.

## Source
- (en) Cet article est partiellement ou en totalité issu de l’article de Wikipédia en anglais intitulé « Gliwice Castle » (voir la liste des auteurs).